# 25-й час
«25-й час» (англ. 25th Hour) — американский художественный фильм в жанре криминальной драмы, поставленный режиссёром Спайком Ли по одноимённому роману Дэвида Бениоффа. Фильм вышел на экраны в 2002 году.

## Сюжет
Монтгомери Броган, преуспевающий молодой человек из Бруклина, осуждён на 7 лет за торговлю наркотиками. Завтра он будет за решёткой и у него есть всего 24 часа, чтобы подготовиться к будущему заключению и проститься с близкими, у каждого из которых есть собственное воззрение на происходящее. Вечером его ждёт прощальная вечеринка, и пока ещё есть время, Монти вспоминает свою — неожиданно ставшую прошлым — жизнь. Он не пытается оправдать себя или узнать имя человека, сдавшего его полиции, он просто провожает самого себя в последний путь.

## В ролях
| Актёр                | Роль                     |
| -------------------- | ------------------------ |
| Эдвард Нортон        | Монтгомери Броган        |
| Филип Сеймур Хоффман | Джейкоб Элински          |
| Барри Пеппер         | Фрэнсис Ксавьер Слоутери |
| Розарио Доусон       | Натурель Ривьера         |
| Анна Пэкуин          | Мэри Д’Аннуцио           |
| Брайан Кокс          | Джеймс Броган            |
| Тони Сирагуса        | Костя Новотный           |
| Тони Девон           | агент Аллен              |
| Леван Учанейшвили    | Дядя Николай             |

## Производство
Тоби Магуайр, прочитавший роман Дэвида Бениоффа до публикации, загорелся желанием сыграть роль Монтгомери Брогана в кино. Он приобрёл опцион на производство фильма, а Бениоффу было предложено написать сценарий. Однако Магуайр был вынужден отказаться от роли, будучи занятым в съёмках фильма «Человек-паук». Тем не менее актёр остался в проекте как продюсер.

## Награды и номинации
- 2003 — номинация на премию «Золотой глобус» за лучшую музыку к фильму (Теренс Бланчард)
- 2003 — две номинации на премию «Спутник»: лучшая мужская роль — драма (Эдвард Нортон), лучшая музыка к фильму (Теренс Бланчард)
- 2003 — номинация на Золотого медведя Берлинского кинофестиваля (Спайк Ли)